# テレネーム
テレネームは、DDIポケット（後のウィルコム）向けのPHS端末の一部機種に搭載されていた発信者電話番号表示機能で、発信者の電話番号に加えて任意の文字メッセージを着信側端末に送ることができた。しかし通話せずに文字メッセージだけを無料で送るという想定外の使い方が横行したため、このメッセージ機能は廃止された。

## 概要
本来は着信者のPHS端末に発信者の電話番号と名前を表示させるための機能で、電話番号だけでなく任意の文字メッセージを最大19文字（文字数は機種により異なる）送ることができた。発信側と受信側の両方がテレネーム対応機種のPHS端末を使用していることが必要であった。
メッセージ送受信は通話の便利のための付加的な機能であり、無料で提供されていた。しかし通話状態となる前に発信者が電話を切ってしまえば、通話料金は発生せずに文字メッセージだけを無料で送ることができたため、この「裏技」による無料のメッセージ送信、通称「ただベル」（無料でポケットベルと同等のサービスを受けられることから）が主に若年層利用者の間で横行した。当時のPHSには正規のメッセージ送信機能としてPメールが存在したものの、Pメールは1通10円と高額であった。
テレネーム機能を持つPHS端末は1995年末から販売されていた。「ただベル」による無料メッセージ送信が行われるようになったのは1998年の夏頃のことで、ほどなくして日本全国に広まった。通信量増加による大規模な回線のパンクがたびたび発生したにもかかわらず通話料金収入はあまり増えなかったことから、DDIポケット側も調査に乗り出し、1998年末には原因を把握するに至った。DDIポケットは対策として、1999年1月には文字メッセージ機能を端末新機種に搭載しないようにと端末メーカー各社に要請し、同年7月には文字メッセージ機能の廃止に踏み切った。これによりテレネームは発信者電話番号表示だけのサービスへと変更された。
1999年当時、PHS業界全体の加入台数は既に携帯電話に押されて減少傾向にあった。その中でDDIポケットのPHS契約者数は1999年の1月期から5月期の間は横這いから微増で推移していたものの、1999年5月期から7月期の間に7万人以上減少した。

## 対応機種
1999年6月の報道によれば、テレネーム対応機種は17機種、台数にして日本全国で20万台存在したという。
DDIポケット
- カシオ計算機：PH-250[4][5]、PH-350[7]、PH-500[8]、PH-450[9]